# Seconds of Pleasure
Seconds of Pleasure är ett musikalbum av rockgruppen Rockpile, utgivet 1980. Till de första pressningarna av albumet medföljde bonus-EP-skivan Nick Lowe & Dave Edmunds sing The Everly Brothers. 

## Låtlista
Sida 1
1. "Teacher Teacher" (Picket/Phillips)
2. "If Sugar Was as Sweet as You" (Joe Tex)
3. "Heart"  (Nick Lowe/Rockpile)
4. "Now and Always" (Nick Lowe/Rockpile)
5. "Knife and Fork" (Hennie/Anderson/Barge)
6. "Play That Fast Thing (One More Time)" (Nick Lowe)

Sida 2
1. "Wrong Way" (Chris Difford/Glenn Tilbrook)
2. "Pet You and Hold You" (Nick Lowe/Rockpile)
3. "Oh What a Thrill" (Chuck Berry)
4. "When I Write the Book" (Nick Lowe/Rockpile)
5. "Fool Too Long" (Nick Lowe/Rockpile)
6. "(You Ain't Nothing But) Fine (F. Soileau/S. Simiens)

Bonus-EP sida 1
1. "Take a Message to Mary" (Felice Bryant, Boudleaux Bryant)
2. "Crying in the Rain" (Howard Greenfield, Carole King)

Bonus-EP sida 2
1. "Poor Jenny" (Felice Bryant, Boudleaux Bryant)
2. "When Will I Be Loved" (Phil Everly)

## Medverkande
- Billy Bremner (musiker) - Gitarr, sång
- Dave Edmunds - Gitarr, sång, piano, orgel
- Nick Lowe - Bas, sång
- Terry Williams - Trummor